# Ramnagar (Varanasi)
Ramnagar è una suddivisione dell'India, classificata come municipal board, di 39.941 abitanti, situata nel distretto di Varanasi, nello stato federato dell'Uttar Pradesh.